# Malchus de Maronie
Pour les articles homonymes, voir Malchus.
Malchus de Maronie (dit « le Moine captif ») est un moine syrien du IVe siècle dont la Vie a été écrite par saint Jérôme. C'est un saint, fêté le 21 octobre, le 24 novembre en Orient.

## Texte
Selon saint Jérôme, l'histoire lui fut racontée par l'intéressé lui-même à l'époque où il était ascète dans le désert de Chalcis de Syrie (375 - 378). Maronie était une localité à 45 km à l'est d'Antioche qui était la propriété de son ami Évagre (que Jérôme qualifie d'« évêque », ce qui permet de préciser quelque peu la date du texte : Évagre fut consacré évêque d'Antioche des « eustathiens » à la mort de Paulin peu après 382, et mourut en 394 ; cependant Jérôme précise à la fin qu'il était jeune alors, et vieux au moment de la rédaction). En visite sur place, il entend parler d'un très vieux couple entouré de la vénération des habitants (qu'il compare à Zacharie et Élisabeth). Il rend visite au vieillard, qui lui raconte sa vie.

## Vie
Il était le fils unique d'un couple de paysans de la région de Nisibe, et ses parents voulaient le forcer à se marier alors qu'il se sentait une vocation monastique. Il s'enfuit du domicile familial et alla se joindre à une communauté d'ascètes du désert de Chalcis, qu'il servit en cultivant la terre. Au bout de nombreuses années, il fut informé que son père était mort ; il décida alors d'aller retrouver sa mère veuve et liquider le petit patrimoine familial. L'abbé de sa communauté le supplia de ne pas partir, le mettant en garde contre les tentations du démon, comparant son cas à celui des chiens qui reviennent à leurs vomissures, mais rien ne put le fléchir. L'abbé l'accompagna tristement hors du monastère comme à des funérailles.
Mais sur la route d'Édesse, le groupe de soixante-dix voyageurs environ auquel il s'était joint fut attaqué par une bande de bédouins pillards. Les captifs furent dispersés et vendus comme esclaves, Malchus lui-même, en compagnie d'une femme, à un chef de tribu du désert d'Arabie, qui les emporta sur un chameau jusqu'à son camp lointain. Malchus commença d'ailleurs par se réjouir de son sort d'esclave dans le désert, qui le faisait renouer sous une certaine forme avec la vie monastique.
Mais un jour son maître exigea de lui qu'il épouse sa compagne de servitude, et à son refus se mit dans une telle colère qu'il faillit le tuer. Cette femme était déjà mariée, son époux ayant été séparé d'elle après l'attaque du convoi, et il n'était donc pas question pour Malchus de s'unir à elle, outre même le fait qu'il était horrifié à l'idée de rompre ses vœux monastiques. Il songea un moment au suicide, retenu seulement par sa compagne, qui le supplia de ne pas lui mettre sa mort sur la conscience, qui lui révéla d'autre part qu'elle avait résolu elle-même de vivre désormais dans la chasteté, et qui lui proposa de cohabiter en frère et sœur tout en laissant leur maître croire qu'ils étaient époux. C'est ainsi qu'ils réglèrent désormais leur vie.
Quelque temps plus tard Malchus décida de s'enfuir et entraîna sa compagne avec lui. Après plusieurs vicissitudes, ils furent rattrapés par leur maître et se réfugièrent dans une caverne, sans s'apercevoir d'abord qu'elle abritait une lionne et son petit. Quand l'intendant du maître entra dans la grotte pour leur dire d'en sortir, il fut égorgé par le fauve, et quand le maître lui-même se présenta il partagea le même sort. Ensuite, sans s'intéresser à Malchus et à sa compagne, la lionne prit son petit dans sa gueule et alla se chercher un nouveau repaire. Les deux fugitifs purent alors disposer des chameaux de leurs deux poursuivants, qui attendaient à quelque distance, et ainsi, à l'issue d'un voyage de dix jours dans le désert, gagner le premier camp romain. Ils se rendirent ensuite au désert de Chalcis, où l'abbé qui avait mis Malchus en garde était mort. Ils s'installèrent alors à Maronie et rejoignirent l'un et l'autre deux communautés monastiques, lui d'hommes et elle de femmes.

## Édition
- Saint Jérôme, Trois vies de moines : Paul, Malchus, Hilarion, texte et traduction française, Sources chrétiennes n° 508, Éditions du Cerf, 2007.